# Élections cantonales de 1992 dans les Hautes-Alpes
Les élections cantonales ont eu lieu les 22 et 29 mars 1992.
Lors de ces élections, 15 des 30 cantons des Hautes-Alpes ont été renouvelés. Elles ont vu la reconduction de la majorité UDF dirigée par Marcel Lesbros, président du conseil général depuis 1982.

## Résultats à l’échelle du département
Répartition départementale des résultats (2e tour).
- PCF (8,25 %)
- PS (22,77 %)
- Majorité (5,72 %)
- Verts (5,25 %)
- RPR (7,95 %)
- UDF (23,67 %)
- DVD (26,39 %)

| Étiquette      | Étiquette                          | Premier tour | Premier tour | Second tour | Second tour | Sièges |
| Étiquette      | Étiquette                          | Voix         | %            | Voix        | %           | Sièges |
| -------------- | ---------------------------------- | ------------ | ------------ | ----------- | ----------- | ------ |
|                | Parti socialiste                   | 5 305        | 16,89        | 3 938       | 22,77       | 2      |
|                | Parti communiste français          | 2 307        | 7,35         | 1 427       | 8,25        | 0      |
|                | Majorité présidentielle            | 1 740        | 5,54         | 989         | 5,72        | 0      |
|                | Parti radical de gauche            | 1 036        | 3,30         |             |             |        |
|                | Extrême gauche                     | 115          | 0,37         |             |             |        |
| Gauche         | Gauche                             | 10 503       | 33,45        | 6 354       | 36,74       | 2      |
|                |                                    |              |              |             |             |        |
|                | Union pour la démocratie française | 6 479        | 20,63        | 4 093       | 23,67       | 5      |
|                | Divers droite                      | 6 440        | 20,51        | 4 564       | 26,39       | 6      |
|                | Rassemblement pour la République   | 3 030        | 9,65         | 1 375       | 7,95        | 2      |
|                | Front national                     | 2 154        | 6,86         |             |             |        |
| Droite         | Droite                             | 18 103       | 57,65        | 10 032      | 58,01       | 13     |
|                |                                    |              |              |             |             |        |
|                | Les Verts                          | 2 798        | 8,91         | 908         | 5,25        | 0      |
| Écologistes    | Écologistes                        | 4 267        | 8,15         | 908         | 5,25        | 0      |
|                |                                    |              |              |             |             |        |
| Inscrits       | Inscrits                           | 42 452       | 100,00       | 29 928      | 100,00      |        |
| Abstention     | Abstention                         | 9 599        | 22,61        | 10 517      | 35,14       |        |
| Votants        | Votants                            | 32 853       | 77,39        | 19 411      | 64,86       |        |
| Blancs et nuls | Blancs et nuls                     | 1 449        | 4,41         | 2 117       | 10,91       |        |
| Exprimés       | Exprimés                           | 31 404       | 95,59        | 17 294      | 89,09       |        |

## Résultats par canton

### Canton d'Aiguilles
| Candidats      | Candidats             | Étiquette      | Premier tour | Premier tour | Second tour | Second tour |
| Candidats      | Candidats             | Étiquette      | Voix         | %            | Voix        | %           |
| -------------- | --------------------- | -------------- | ------------ | ------------ | ----------- | ----------- |
|                | Pierre Eymeoud        | DVD            | 448          | 34,09        | 747         | 68,85       |
|                | Louis Blanc-Chabrand* | RPR            | 292          | 22,22        | Retrait     | Retrait     |
|                | Claude Wursteisen     | PCF            | 186          | 14,16        | 338         | 31,15       |
|                | Pierre Blanc          | PS             | 147          | 11,19        |             |             |
|                | Jean Tonda            | PS             | 140          | 10,65        |             |             |
|                | Samuel Michel         | Verts          | 75           | 5,71         |             |             |
|                | Philippe Eymery       | FN             | 26           | 1,98         |             |             |
|                |                       |                |              |              |             |             |
| Inscrits       | Inscrits              | Inscrits       | 1 712        | 100,00       | 1 712       | 100,00      |
| Abstention     | Abstention            | Abstention     | 366          | 21,38        | 524         | 30,61       |
| Votants        | Votants               | Votants        | 1 346        | 78,62        | 1 188       | 69,39       |
| Blancs et nuls | Blancs et nuls        | Blancs et nuls | 32           | 2,38         | 103         | 8,67        |
| Exprimés       | Exprimés              | Exprimés       | 1 314        | 97,62        | 1 085       | 91,33       |

*sortant

### Canton de L'Argentière-la-Bessée
| Candidats      | Candidats          | Étiquette      | Premier tour | Premier tour |
| Candidats      | Candidats          | Étiquette      | Voix         | %            |
| -------------- | ------------------ | -------------- | ------------ | ------------ |
|                | Max Disdier*       | DVD            | 1 456        | 51,11        |
|                | Joël Giraud        | PRG            | 773          | 27,13        |
|                | Alain Queyras      | PCF            | 238          | 8,35         |
|                | Daniel Turcan      | FN             | 147          | 5,16         |
|                | Jean-Michel Cammal | Verts          | 101          | 3,55         |
|                | Serge Thivolle     | PS             | 86           | 3,02         |
|                | Jacques Fossard    | DVD            | 48           | 1,68         |
|                |                    |                |              |              |
| Inscrits       | Inscrits           | Inscrits       | 3 976        | 100,00       |
| Abstention     | Abstention         | Abstention     | 1 041        | 26,18        |
| Votants        | Votants            | Votants        | 2 935        | 73,82        |
| Blancs et nuls | Blancs et nuls     | Blancs et nuls | 86           | 2,93         |
| Exprimés       | Exprimés           | Exprimés       | 2 849        | 97,07        |

*sortant

### Canton de La Bâtie-Neuve
| Candidats      | Candidats          | Étiquette      | Premier tour | Premier tour |
| Candidats      | Candidats          | Étiquette      | Voix         | %            |
| -------------- | ------------------ | -------------- | ------------ | ------------ |
|                | Jean-Marie Achard* | UDF            | 1 158        | 60,19        |
|                | Yves Hernandez     | PS             | 422          | 21,93        |
|                | Patrick Marsauche  | Verts          | 219          | 11,38        |
|                | Stéphane Mathieuv  | 125            | 6,50         |              |
|                |                    |                |              |              |
| Inscrits       | Inscrits           | Inscrits       | 2 428        | 100,00       |
| Abstention     | Abstention         | Abstention     | 407          | 16,76        |
| Votants        | Votants            | Votants        | 2 021        | 83,24        |
| Blancs et nuls | Blancs et nuls     | Blancs et nuls | 97           | 4,80         |
| Exprimés       | Exprimés           | Exprimés       | 1 924        | 95,20        |

*sortant

### Canton de Briançon-Nord
| Candidats      | Candidats                | Étiquette      | Premier tour | Premier tour | Second tour | Second tour |
| Candidats      | Candidats                | Étiquette      | Voix         | %            | Voix        | %           |
| -------------- | ------------------------ | -------------- | ------------ | ------------ | ----------- | ----------- |
|                | Georges Chabas*          | DVD            | 566          | 27,20        | 956         | 66,90       |
|                | Armel Brand              | DVD            | 425          | 20,42        | 473         | 33,10       |
|                | Robert De Caumont        | PS             | 304          | 14,61        |             |             |
|                | Gilles Astier            | Verts          | 289          | 13,89        |             |             |
|                | Dominique Pracherstorfer | FN             | 196          | 9,42         |             |             |
|                | Eliane Gaillard          | PS             | 192          | 9,23         |             |             |
|                | Paul Delaigue            | PCF            | 109          | 5,24         |             |             |
|                |                          |                |              |              |             |             |
| Inscrits       | Inscrits                 | Inscrits       | 3 285        | 100,00       | 3 285       | 100,00      |
| Abstention     | Abstention               | Abstention     | 1 122        | 34,16        | 1 591       | 48,43       |
| Votants        | Votants                  | Votants        | 2 163        | 65,84        | 1 694       | 51,57       |
| Blancs et nuls | Blancs et nuls           | Blancs et nuls | 82           | 3,79         | 265         | 15,64       |
| Exprimés       | Exprimés                 | Exprimés       | 2 081        | 96,21        | 1 429       | 84,36       |

*sortant

### Canton de Chorges
| Candidats      | Candidats             | Étiquette      | Premier tour | Premier tour | Second tour | Second tour |
| Candidats      | Candidats             | Étiquette      | Voix         | %            | Voix        | %           |
| -------------- | --------------------- | -------------- | ------------ | ------------ | ----------- | ----------- |
|                | André Arnaud          | DVD            | 848          | 40,13        | 1 145       | 53,66       |
|                | Bernard Allard-Latour | PS             | 647          | 30,62        | 989         | 46,34       |
|                | Rolland Arnaud        | DVD            | 233          | 11,03        |             |             |
|                | Jean-Paul Wirtz       | Verts          | 188          | 8,90         |             |             |
|                | Roger Biagetti        | PCF            | 99           | 4,69         |             |             |
|                | Gilberte Keller       | FN             | 98           | 4,64         |             |             |
|                |                       |                |              |              |             |             |
| Inscrits       | Inscrits              | Inscrits       | 2 640        | 100,00       | 2 640       | 100,00      |
| Abstention     | Abstention            | Abstention     | 467          | 17,69        | 447         | 16,93       |
| Votants        | Votants               | Votants        | 2 173        | 82,31        | 2 193       | 83,07       |
| Blancs et nuls | Blancs et nuls        | Blancs et nuls | 60           | 2,76         | 59          | 2,69        |
| Exprimés       | Exprimés              | Exprimés       | 2 113        | 97,24        | 2 134       | 97,31       |

### Canton de Gap-Centre
| Candidats      | Candidats             | Étiquette      | Premier tour | Premier tour | Second tour | Second tour |
| Candidats      | Candidats             | Étiquette      | Voix         | %            | Voix        | %           |
| -------------- | --------------------- | -------------- | ------------ | ------------ | ----------- | ----------- |
|                | André Guiboud-Ribaud* | RPR            | 1 390        | 48,00        | 1 375       | 60,23       |
|                | Guy Blanc             | Verts          | 431          | 14,88        | 908         | 39,77       |
|                | Robert Hiraux         | PS             | 392          | 13,54        |             |             |
|                | Marc Thelliez         | FN             | 267          | 9,22         |             |             |
|                | Gérard Ducrot         | PRG            | 263          | 9,08         |             |             |
|                | Marc Grimaud          | PCF            | 153          | 5,28         |             |             |
|                |                       |                |              |              |             |             |
| Inscrits       | Inscrits              | Inscrits       | 4 293        | 100,00       | 4 293       | 100,00      |
| Abstention     | Abstention            | Abstention     | 1 248        | 29,07        | 1 803       | 42,00       |
| Votants        | Votants               | Votants        | 3 045        | 70,93        | 2 490       | 58,00       |
| Blancs et nuls | Blancs et nuls        | Blancs et nuls | 149          | 4,89         | 207         | 8,31        |
| Exprimés       | Exprimés              | Exprimés       | 2 896        | 95,11        | 2 283       | 91,69       |

*sortant

### Canton de Gap-Sud-Est
| Candidats      | Candidats           | Étiquette      | Premier tour | Premier tour | Second tour | Second tour |
| Candidats      | Candidats           | Étiquette      | Voix         | %            | Voix        | %           |
| -------------- | ------------------- | -------------- | ------------ | ------------ | ----------- | ----------- |
|                | Jean-Claude Chappa* | UDF            | 1 536        | 45,84        | 1 612       | 61,67       |
|                | René Garcin         | PS             | 761          | 22,71        | 1 002       | 38,33       |
|                | Anne-Marie Servat   | FN             | 411          | 12,26        |             |             |
|                | Alain Mancinelli    | Verts          | 378          | 11,28        |             |             |
|                | Gilbert Piussi      | PCF            | 265          | 7,91         |             |             |
|                |                     |                |              |              |             |             |
| Inscrits       | Inscrits            | Inscrits       | 4 671        | 100,00       | 5 271       | 100,00      |
| Abstention     | Abstention          | Abstention     | 1 066        | 22,82        | 2 415       | 45,82       |
| Votants        | Votants             | Votants        | 3 605        | 77,18        | 2 856       | 54,18       |
| Blancs et nuls | Blancs et nuls      | Blancs et nuls | 254          | 7,05         | 242         | 8,47        |
| Exprimés       | Exprimés            | Exprimés       | 3 351        | 92,95        | 2 614       | 91,53       |

*sortant

### Canton du Monêtier-les-Bains
| Candidats      | Candidats             | Étiquette      | Premier tour | Premier tour |
| Candidats      | Candidats             | Étiquette      | Voix         | %            |
| -------------- | --------------------- | -------------- | ------------ | ------------ |
|                | Patrick Ollier        | RPR            | 1 094        | 58,41        |
|                | Paul Finat            | PS             | 425          | 22,69        |
|                | Joël Pruvot           | Verts          | 164          | 8,76         |
|                | Annie Eymery          | FN             | 105          | 5,61         |
|                | Marie-Noëlle Pasquier | PCF            | 85           | 4,54         |
|                |                       |                |              |              |
| Inscrits       | Inscrits              | Inscrits       | 2 602        | 100,00       |
| Abstention     | Abstention            | Abstention     | 623          | 23,94        |
| Votants        | Votants               | Votants        | 1 979        | 76,06        |
| Blancs et nuls | Blancs et nuls        | Blancs et nuls | 106          | 5,36         |
| Exprimés       | Exprimés              | Exprimés       | 1 873        | 94,64        |

### Canton de Rosans
| Candidats      | Candidats         | Étiquette      | Premier tour | Premier tour | Second tour | Second tour |
| Candidats      | Candidats         | Étiquette      | Voix         | %            | Voix        | %           |
| -------------- | ----------------- | -------------- | ------------ | ------------ | ----------- | ----------- |
|                | Nicolas Rosin     | PS             | 222          | 29,84        | 327         | 43,60       |
|                | Frédéric Pinet    | DVD            | 173          | 23,25        | 348         | 46,40       |
|                | Fernand Roman     | DVD            | 108          | 14,52        | 75          | 10,00       |
|                | Marc Contat       | DVD            | 72           | 9,68         |             |             |
|                | Viviane Louis     | FN             | 49           | 6,59         |             |             |
|                | Denis Villard     | PCF            | 43           | 5,78         |             |             |
|                | Lionel Paillardin | Verts          | 41           | 5,51         |             |             |
|                | Pierre Garcin     | DVD            | 36           | 4,84         |             |             |
|                |                   |                |              |              |             |             |
| Inscrits       | Inscrits          | Inscrits       | 965          | 100,00       | 965         | 100,00      |
| Abstention     | Abstention        | Abstention     | 184          | 19,07        | 199         | 20,62       |
| Votants        | Votants           | Votants        | 781          | 80,93        | 766         | 79,38       |
| Blancs et nuls | Blancs et nuls    | Blancs et nuls | 37           | 4,74         | 16          | 2,09        |
| Exprimés       | Exprimés          | Exprimés       | 744          | 95,26        | 750         | 97,91       |

### Canton de Saint-Bonnet-en-Champsaur
| Candidats      | Candidats            | Étiquette      | Premier tour | Premier tour | Second tour | Second tour |
| Candidats      | Candidats            | Étiquette      | Voix         | %            | Voix        | %           |
| -------------- | -------------------- | -------------- | ------------ | ------------ | ----------- | ----------- |
|                | Jean-Yves Dusserre   | UDF            | 1 494        | 38,77        | 1 840       | 100,00      |
|                | Jean-Pierre Festa    | DVD            | 1 182        | 30,68        | Retrait     | Retrait     |
|                | Michel Morel         | PS             | 652          | 16,92        | Retrait     | Retrait     |
|                | Alain Marcoux        | FN             | 190          | 4,93         |             |             |
|                | Pierre Aupetit       | Verts          | 142          | 3,69         |             |             |
|                | Bernard Giraud-Telme | PS             | 109          | 2,83         |             |             |
|                | Maurice Jacquet      | PCF            | 84           | 2,18         |             |             |
|                |                      |                |              |              |             |             |
| Inscrits       | Inscrits             | Inscrits       | 4 892        | 100,00       | 4 892       | 100,00      |
| Abstention     | Abstention           | Abstention     | 919          | 18,79        | 2 127       | 43,48       |
| Votants        | Votants              | Votants        | 3 973        | 81,21        | 2 765       | 56,52       |
| Blancs et nuls | Blancs et nuls       | Blancs et nuls | 120          | 3,02         | 925         | 33,45       |
| Exprimés       | Exprimés             | Exprimés       | 3 853        | 96,98        | 1 840       | 66,55       |

### Canton de Saint-Firmin
| Candidats      | Candidats           | Étiquette      | Premier tour | Premier tour | Second tour | Second tour |
| Candidats      | Candidats           | Étiquette      | Voix         | %            | Voix        | %           |
| -------------- | ------------------- | -------------- | ------------ | ------------ | ----------- | ----------- |
|                | Pierre Rozier*      | PS             | 536          | 38,93        | 688         | 51,77       |
|                | Jeannine Paumont    | UDF            | 347          | 25,20        | 641         | 48,23       |
|                | Louis Charpentier   | RPR            | 254          | 18,45        | Retrait     | Retrait     |
|                | Jean-Jacques Barban | DVD            | 154          | 11,18        |             |             |
|                | Michelle Faure      | Verts          | 67           | 4,87         |             |             |
|                | Monique Zwilling    | FN             | 19           | 1,38         |             |             |
|                |                     |                |              |              |             |             |
| Inscrits       | Inscrits            | Inscrits       | 1 711        | 100,00       | 1 707       | 100,00      |
| Abstention     | Abstention          | Abstention     | 301          | 17,59        | 331         | 19,39       |
| Votants        | Votants             | Votants        | 1 410        | 82,41        | 1 376       | 80,61       |
| Blancs et nuls | Blancs et nuls      | Blancs et nuls | 33           | 2,34         | 47          | 3,42        |
| Exprimés       | Exprimés            | Exprimés       | 1 377        | 97,66        | 1 329       | 96,58       |

*sortant

### Canton de Savines-le-Lac
| Candidats      | Candidats            | Étiquette      | Premier tour | Premier tour |
| Candidats      | Candidats            | Étiquette      | Voix         | %            |
| -------------- | -------------------- | -------------- | ------------ | ------------ |
|                | Adrien Gleize*       | UDF            | 477          | 62,60        |
|                | Giovannina Settembre | PS             | 96           | 12,60        |
|                | Gerard Ladoux        | PCF            | 69           | 9,06         |
|                | Bruno Dufour         | FN             | 65           | 8,53         |
|                | Daniel Soubeyran     | Verts          | 55           | 7,22         |
|                |                      |                |              |              |
| Inscrits       | Inscrits             | Inscrits       | 1 107        | 100,00       |
| Abstention     | Abstention           | Abstention     | 284          | 25,65        |
| Votants        | Votants              | Votants        | 823          | 74,35        |
| Blancs et nuls | Blancs et nuls       | Blancs et nuls | 61           | 7,41         |
| Exprimés       | Exprimés             | Exprimés       | 762          | 92,59        |

*sortant

### Canton de Serres
| Candidats      | Candidats          | Étiquette      | Premier tour | Premier tour | Second tour | Second tour |
| Candidats      | Candidats          | Étiquette      | Voix         | %            | Voix        | %           |
| -------------- | ------------------ | -------------- | ------------ | ------------ | ----------- | ----------- |
|                | Michel Roy         | DVD            | 691          | 45,25        | 820         | 53,14       |
|                | Roland Linossier*  | PS             | 587          | 38,44        | 723         | 46,86       |
|                | Ermes Motta        | PCF            | 88           | 5,76         |             |             |
|                | Jacques Daudon     | EXG            | 74           | 4,85         |             |             |
|                | Jeanine Chiquet    | FN             | 46           | 3,01         |             |             |
|                | Jean-Pierre Blache | EXG            | 41           | 2,69         |             |             |
|                |                    |                |              |              |             |             |
| Inscrits       | Inscrits           | Inscrits       | 1 881        | 100,00       | 1 879       | 100,00      |
| Abstention     | Abstention         | Abstention     | 289          | 15,36        | 285         | 15,17       |
| Votants        | Votants            | Votants        | 1 592        | 84,64        | 1 594       | 84,83       |
| Blancs et nuls | Blancs et nuls     | Blancs et nuls | 65           | 4,08         | 51          | 3,20        |
| Exprimés       | Exprimés           | Exprimés       | 1 527        | 95,92        | 1 543       | 96,80       |

*sortant

### Canton de Tallard
| Candidats      | Candidats          | Étiquette      | Premier tour | Premier tour |
| Candidats      | Candidats          | Étiquette      | Voix         | %            |
| -------------- | ------------------ | -------------- | ------------ | ------------ |
|                | Marcel Lesbros*    | UDF            | 1 145        | 51,09        |
|                | Jean-Paul Clauzier | PS             | 385          | 17,18        |
|                | Jean Servat        | FN             | 269          | 12,00        |
|                | Elisabeth Simon    | Verts          | 246          | 10,98        |
|                | Andre Auberic      | PCF            | 196          | 8,75         |
|                |                    |                |              |              |
| Inscrits       | Inscrits           | Inscrits       | 3 002        | 100,00       |
| Abstention     | Abstention         | Abstention     | 618          | 20,59        |
| Votants        | Votants            | Votants        | 2 384        | 79,41        |
| Blancs et nuls | Blancs et nuls     | Blancs et nuls | 143          | 6,00         |
| Exprimés       | Exprimés           | Exprimés       | 2 241        | 94,00        |

*sortant

### Canton de Veynes
| Candidats      | Candidats          | Étiquette      | Premier tour | Premier tour | Second tour | Second tour |
| Candidats      | Candidats          | Étiquette      | Voix         | %            | Voix        | %           |
| -------------- | ------------------ | -------------- | ------------ | ------------ | ----------- | ----------- |
|                | Daniel Chevallier* | PS             | 942          | 37,70        | 1 198       | 52,38       |
|                | Pierre Martel      | PCF            | 692          | 27,69        | 1 089       | 47,62       |
|                | Christine Roux     | Verts          | 402          | 16,09        | Retrait     | Retrait     |
|                | Gérard Dupre       | UDF            | 322          | 12,89        |             |             |
|                | Guilain Lordi      | FN             | 141          | 5,64         |             |             |
|                |                    |                |              |              |             |             |
| Inscrits       | Inscrits           | Inscrits       | 3 287        | 100,00       | 3 284       | 100,00      |
| Abstention     | Abstention         | Abstention     | 664          | 20,20        | 795         | 24,21       |
| Votants        | Votants            | Votants        | 2 623        | 79,80        | 2 489       | 75,79       |
| Blancs et nuls | Blancs et nuls     | Blancs et nuls | 124          | 4,73         | 202         | 8,12        |
| Exprimés       | Exprimés           | Exprimés       | 2 499        | 95,27        | 2 287       | 91,88       |

*sortant